# GJ 9827 b
GJ 9827 b est une exoplanète en orbite autour de l'étoile naine rouge GJ 9827. Elle a été découverte en 2020[réf. nécessaire] par l'équipe de l'observatoire de Haute-Provence[réf. nécessaire], en France, et est située à environ 22 années-lumière de la Terre[réf. nécessaire]. Elle est considérée comme une super-Terre car elle a une masse environ 5 fois supérieure à celle de la Terre[réf. nécessaire]. La durée de sa révolution est de 4,6 jours[réf. nécessaire]. La planète est considérée comme inhabitable.